# کیم سو جی (شیرجه‌رو)
کیم سو جی (کره‌ای: 김수지؛ زادهٔ ۱۶ فوریهٔ ۱۹۹۸) ورزشکار شیرجه اهل کره جنوبی است. او در بازی‌های المپیک تابستانی ۲۰۲۰ رقابت کرده است.
وی در مسابقات کشوری و بین‌المللی در مجموع برندهٔ ۶ مدال برنز شده است.